# Караник, Владимир Степанович
Владимир Степанович Караник (бел. Уладзімір Сцяпанавіч Каранік, род. 8 января 1973 года, Гродно, Белорусская ССР, СССР) — белорусский государственный деятель, организатор здравоохранения, онколог. Министр здравоохранения Республики Беларусь (11 июня 2019 — 22 августа 2020). Председатель Гродненского областного исполнительного комитета (22 августа 2020 — 3 марта 2025). Заместитель Премьер-министра Республики Беларусь с 3 марта 2025 года, председатель Президиума НАН Беларуси с 22 мая 2025 года. Кандидат медицинских наук (2006).

## Биография
Родился 8 января 1973 года в г. Гродно. Окончил среднюю школу № 16 г. Гродно.
В 1996 году окончил Гродненский государственный медицинский институт.
С 1996 по 2011 год работал на различных должностях в Республиканском научно-практическом центре онкологии и медицинской радиологии имени Н.Н. Александрова. Являлся врачом-стажером, младшим научным сотрудником, научным сотрудником отделения торакальной онкопатологии, торакальным хирургом (заведующим) РНПЦ.
В 2006 году защитил диссертацию на соискание учёной степени кандидата медицинских наук на тему «Клинико-биологические особенности различных вариантов немелкоклеточного рака лёгкого».
Белорусский информационно-сервисный Интернет-портал называет его главным онкологом Минска.
С 2011 года по 2019 год занимал пост главного врача Минского городского клинического онкологического диспансера. За это время Минский городской онкодиспансер был существенно обновлён — был построен новый радиологический корпус с применением новейших технологий, который был введён в эксплуатацию в 2018 году.
С 11 июня 2019 года по 22 августа 2020 года — министр здравоохранения Республики Беларусь.
22 августа 2020 года назначен председателем Гродненского областного исполнительного комитета.
В марте 2021 года Президент Беларуси Александр Лукашенко заявил, что считает Владимира Караника и Юрия Караева «крепкими кандидатами» на должность Президента Беларуси в будущем.
Заместитель Премьер-министра Республики Беларусь с 3 марта 2025 года.
Женат, имеет дочь и сына.

## Критика
После того, как Караник занял пост министра здравоохранения Беларуси, а впоследствии и губернатора Гродненской области, при этом полностью поддерживая линию Александра Лукашенко, чиновник нередко стал подвергаться критике за свою позицию и высказывания. Нередко на форумах таких информационных ресурсов как «Хартия’97» и «Наша Нива» пользователи оставляли крайне нелестные комментарии в адрес Караника, вплоть до приведения аналогов с Йозефом Менгеле.
В апреле 2020 экс-депутат Палаты представителей Анна Канопацкая передала в Генеральную прокуратуру заявление с просьбой провести проверку и привлечь к уголовной ответственности министра здравоохранения Владимира Караника. В заявлении утверждалось, что Караник предпринял действия, направленные на «максимальное распространение эпидемии коронавирусной инфекции на территории Беларуси». По мнению заявителя, действия министра здравоохранения повлекли за собой массовое заболевание и смерти от коронавируса в Беларуси, Владимир Караник ввёл в заблуждение международные организации об уровне заболеваний и смертности от коронавируса, а также дезинформировал белорусское население по поводу опасности COVID-19. Канопацкая обвинила министра здравоохранения в том, что он не выполнил рекомендации ВОЗ, не обеспечил медиков средствами индивидуальной защиты и т. д. Часто можно встретить обвинения в адрес Караника в избыточных смертях ветеранов Великой Отечественной войны, так как утаивая настоящие масштабы пандемии в Беларуси, ввёл в заблуждение участников войны, и как результат множество смертей среди ветеранов.
Волну критики у белорусского населения вызвал и рассказ Караника во время посещения завода «Гродно Азот» 26 августа 2020, о том, что избитый во время акций протеста бойцами ОМОН 16-летний подросток, находившийся в коме, «получил в морду», потому что был отравлен «психотропами». Адвокат подростка опроверг слова губернатора заявив, что в организме парня не было ни алкоголя, ни наркотических веществ. Документально это отражено в эпикризе и истории болезни его подзащитного.
17 декабря 2020 года Караника внёс в свой санкционный список Евросоюз, 18 февраля 2021 года — Великобритания, 22 марта — Швейцария. 26 января 2021 года к декабрьскому пакету санкций ЕС присоединились Албания, Исландия, Лихтенштейн, Норвегия, Северная Македония, Черногория. В августе 2023 года к санкциям против Караника присоединилась Канада.

## Хобби
Долгое время увлекался баскетболом. Каждый год участвовал в Гродно в турнире имени тренера Олега Колтонюка в составе команды Гродненской областной больницы, признавался лучшим игроком команды.

## Награды
- Орден Отечества III степени (21 декабря 2020 года) — за высокий профессионализм, значительный личный вклад в организацию и проведение комплексных мероприятий по противодействию распространению инфекции COVID-19 на территории Республики Беларусь[18].
- Почётная грамота Совета Межпарламентской Ассамблеи государств — участников Содружества Независимых Государств (16 ноября 2023 года, Межпарламентская ассамблея СНГ) — за активное участие в деятельности Межпарламентской Ассамблеи и её органов, вклад в укрепление дружбы между народами государств — участников Содружества Независимых Государств[19].